# Grillon (Vaucluse)
Pour les articles homonymes, voir Grillon.
Grillon est une commune française située dans le département de Vaucluse, en région Provence-Alpes-Côte d'Azur.
Ses habitants s'appellent les Grillonnais et les Grillonnaises.

## Géographie

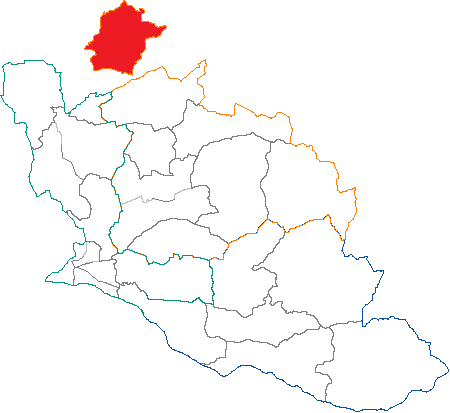
Situation de l'Enclave des Papes dans le département Vaucluse.

Avec les trois autres communes du canton (Richerenches, Valréas et Visan), Grillon constitue une enclave du département de Vaucluse dans celui de la Drôme et de la région Provence-Alpes-Côte d'Azur dans la région Rhône-Alpes (surnommée enclave des papes). La commune est située au nord-ouest de cette enclave.
| Grignan Drôme    | Taulignan Drôme |         |
| Colonzelle Drôme | Grillon         | Valréas |
| Richerenches     |                 | Valréas |

### Accès et transport
Le village est à 6 km de Valréas et à 68 d'Avignon. Les routes départementales 20, 64 et 941 passent sur la commune. L'accès depuis le TGV se fait depuis Avignon (gare TGV ou gare du centre-ville), Orange ou Montélimar.

### Relief
La partie ancienne du bourg est perchée sur une petite colline. D'autres collines plus importantes au nord de la commune, alors que la partie au sud, couverte de terres agricoles, est relativement plate.

### Géologie
La commune et en particulier le village se trouvent sur de la molasse burdigalienne appelée localement safre.

### Sismicité
Les cantons de Bonnieux, Apt, Cadenet, Cavaillon, et Pertuis sont classés en zone Ib (risque faible). Les autres cantons du département de Vaucluse sont classés en zone Ia (risque très faible). Ce zonage correspond à une sismicité ne se traduisant qu'exceptionnellement par la destruction de bâtiments.

### Hydrographie

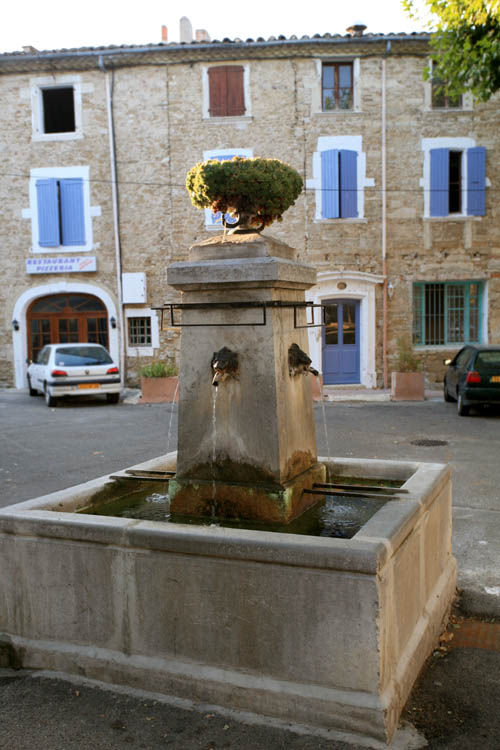

La commune est traversée par le Lez. La Gourdoulière s'écoule depuis le nord-est pour devenir l'Aulière au sud-ouest. Le Rieu sec emprunte également le territoire de la commune (à l'est et au sud du bourg).
La commune est dotée de plusieurs fontaines.
La communauté de communes Enclave des Papes-Pays de Grignan est compétente en matière de gestion d'hydraulique, c'est-à-dire des ouvrages hydrauliques, cours d'eau, etc.

### Climat
Pour des articles plus généraux, voir Climat de Provence-Alpes-Côte d'Azur et Climat de Vaucluse.
En 2010, le climat de la commune est de type climat méditerranéen altéré, selon une étude du Centre national de la recherche scientifique s'appuyant sur une série de données couvrant la période 1971-2000. En 2020, Météo-France publie une typologie des climats de la France métropolitaine dans laquelle la commune est exposée à un climat méditerranéen et est dans la région climatique  Provence, Languedoc-Roussillon, caractérisée par une pluviométrie faible en été, un très bon ensoleillement (2 600 h/an), un été chaud (21,5 °C), un air très sec en été, sec en toutes saisons, des vents forts (fréquence de 40 à 50 % de vents > 5 m/s) et peu de brouillards. 
Pour la période 1971-2000, la température annuelle moyenne est de 13,3 °C, avec une amplitude thermique annuelle de 17,5 °C. Le cumul annuel moyen de précipitations est de 829 mm, avec 6,1 jours de précipitations en janvier et 3,4 jours en juillet. Pour la période 1991-2020, la température moyenne annuelle observée sur la station météorologique de Météo-France la plus proche, « Taulignan », sur la commune de Taulignan à 7 km à vol d'oiseau, est de 14,0 °C et le cumul annuel moyen de précipitations est de 842,4 mm. 
La température maximale relevée sur cette station est de 41,5 °C, atteinte le 6 août 2003 ; la température minimale est de −11,4 °C, atteinte le 5 février 2012,,. 
Les paramètres climatiques de la commune ont été estimés pour le milieu du siècle (2041-2070) selon différents scénarios d'émission de gaz à effet de serre à partir des nouvelles projections climatiques de référence DRIAS-2020. Ils sont consultables sur un site dédié publié par Météo-France en novembre 2022.

## Urbanisme

### Typologie
Au 1er janvier 2024, Grillon est catégorisée bourg rural, selon la nouvelle grille communale de densité à sept niveaux définie par l'Insee en 2022.
Elle est située hors unité urbaine. Par ailleurs la commune fait partie de l'aire d'attraction de Valréas, dont elle est une commune de la couronne,. Cette aire, qui regroupe 12 communes, est catégorisée dans les aires de moins de 50 000 habitants,.

### Occupation des sols
L'occupation des sols de la commune, telle qu'elle ressort de la base de données européenne d’occupation biophysique des sols Corine Land Cover (CLC), est marquée par l'importance des territoires agricoles (81,3 % en 2018), en diminution par rapport à 1990 (84,8 %). La répartition détaillée en 2018 est la suivante : 
cultures permanentes (52,5 %), zones agricoles hétérogènes (28,8 %), forêts (9,7 %), zones urbanisées (8,2 %), espaces ouverts, sans ou avec peu de végétation (0,8 %). L'évolution de l’occupation des sols de la commune et de ses infrastructures peut être observée sur les différentes représentations cartographiques du territoire : la carte de Cassini (XVIIIe siècle), la carte d'état-major (1820-1866) et les cartes ou photos aériennes de l'IGN pour la période actuelle (1950 à aujourd'hui).

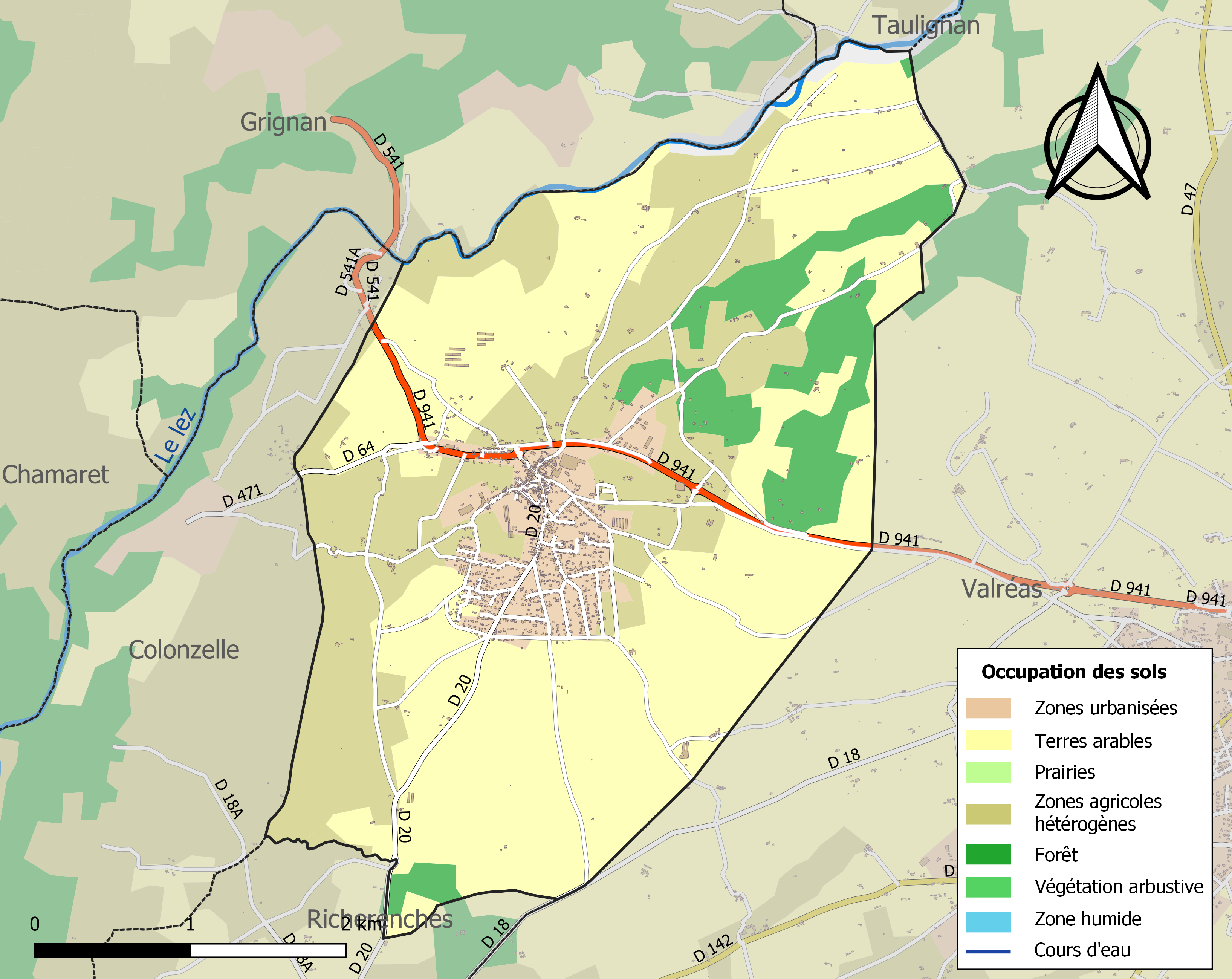
Carte des infrastructures et de l'occupation des sols de la commune en 2018 (CLC).

## Histoire

### Préhistoire et Antiquité
L'Hypogée du Capitaine, daté du Néolithique, est l'un des plus vastes de France. Fouillé sur près de 100 m2, il contenait plusieurs squelettes en position fœtale et un très important mobilier funéraire composé de perles (27 000 en stéatite, 335 à ailettes, 610 rondes en calcaire, 840 rondes en test de coquillage), de 250 dentales, de pendeloques (102 en forme de griffe ou à pointes en os, 40 en calcaire), de flèches perçantes ou tranchantes et de couteaux ayant servi de faucilles. Les pics ayant servi à creuser l'hypogée (16 m sur 7 m) ont été retrouvés sur place.

### Moyen Âge

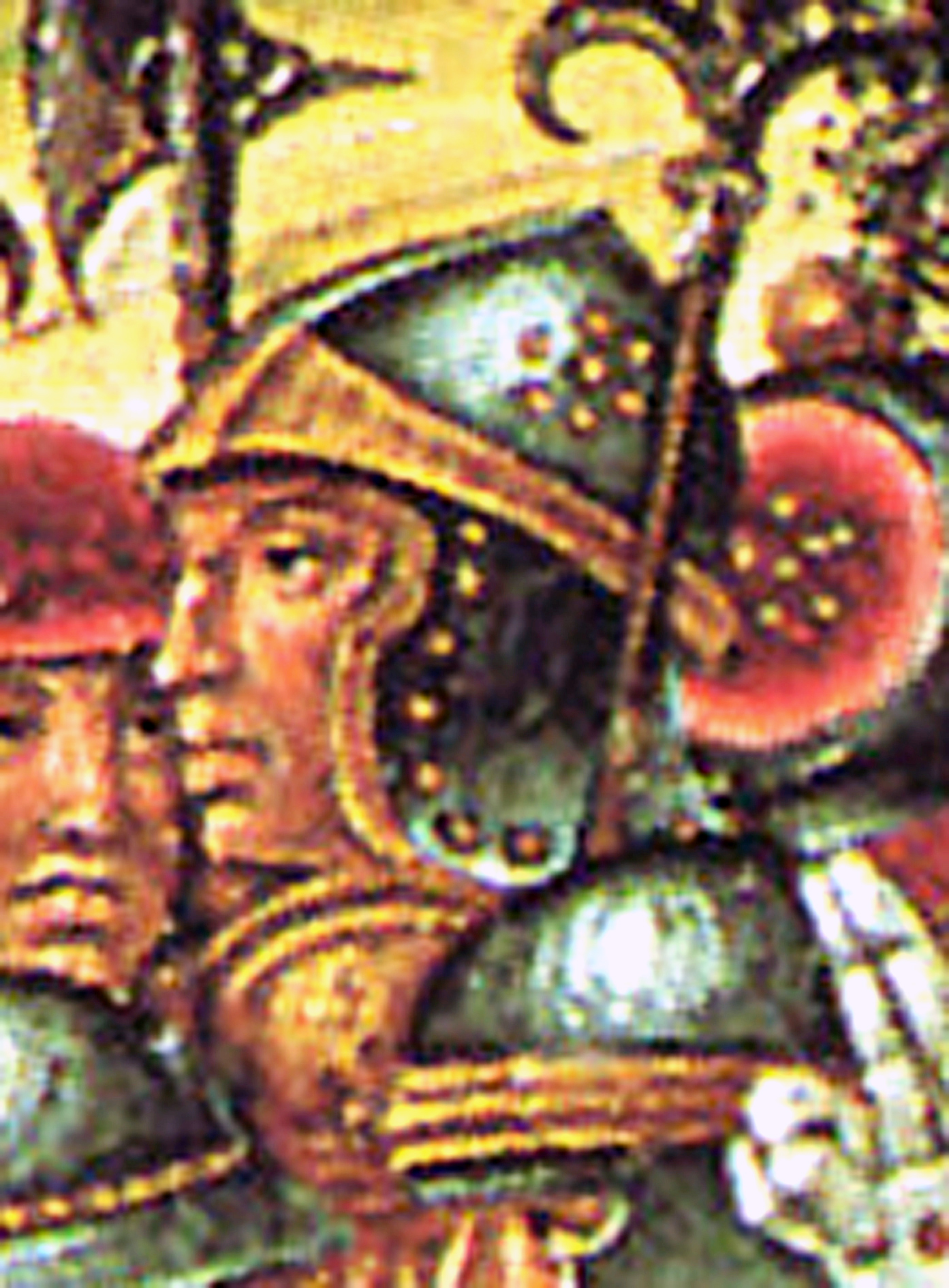
Raymond de Turenne, Capitaine pontifical, fresque de l’Ospedale Santa-Maria della Scala à Sienne, par Girolamo di Benvenuto.

Pons de Crillon (1134-1136), évêque du Tricastin, favorisa l'implantation de l'ordre du Temple auquel son frère Guillaume donna des terres. Le dernier seigneur connu de cette famille fut Nicolas de Grillon, qui en 1172, accorda des franchises aux Grillonais. Trois ans plus tard, ce fief des Dauphins du Viennois était passé en paréage entre les Montauban et les Taulignan.
Le pape fit remettre en état les remparts, après l'inspection qu'il avait ordonnée et pour laquelle il avait mandaté Jean de Cordojan, trésorier pontifical, et Jean d'Arpadelle, recteur du Comtat Venaissin.
Les revenus de ce fief furent alors attribués à des membres de la famille du pape. Ce fut le cas en 1376, quand Grégoire XI les accorda à son demi-frère Marquis de Canillac. Ils lui furent versés jusqu'en 1390, date à laquelle Clément VII décida de les récupérer. Ce ne fut pas du goût de Raimond de Turenne, dont le marquis était l'oncle, et le capitaine pontifical décida de régler cette spoliation les armes à la main. Ce fut le début des guerres raimondines contre la papauté d'Avignon à laquelle il mêla un autre de ses oncles Tristan, le Bâtard de Beaufort. Il faut dire qu'entre temps, le 24 octobre 1383, Clément VII avait échangé la moitié de Montélimar, fief pontifical, contre la cessation de toutes revendications de la couronne de France sur Grillon.
Ce fief revint aux Adhémar de Monteil qui en conservèrent les revenus jusqu'en 1429. Son dernier seigneur, Géraud d'Adhémar accorda le droit aux Grillonais de s'imposer.

### Les Templiers et les Hospitaliers
Après le concile de Vienne et la dévolution des biens de l'ordre du Temple, les Hospitaliers de l'ordre de Saint-Jean de Jérusalem, récupérèrent la commanderie templière en 1313. Puis en 1342, Clément VI rattacha ce bien du dernier dauphin Humbert II au Comtat Venaissin.

### Renaissance
Le 9 octobre 1456, sur acceptation de Calixte III, Pierre de Foix, le cardinal-légat d'Avignon, vendit et bailla à Jean et Louis Le Meingre, fils de Geoffroy Boucicaut, le lieu et son château afin qu'ils puissent récupérer les 4 000 livres que la papauté devait à la famille Boucicaut.
En 1562, le village fut mis à feu et à sang par le baron des Adrets qui venait de perdre Orange.

### Période moderne
Possessions pontificales, Avignon et le Comtat Venaissin furent rattachés à la France le 14 septembre 1791. Le 28 mars 1792, ces territoires formèrent deux nouveaux districts, Avignon dans les Bouches-du-Rhône et Carpentras dans la Drôme.
Le 12 août 1793 fut créé le département de Vaucluse, constitué des districts d'Avignon et de Carpentras, mais aussi de ceux d'Apt et d'Orange, qui appartenaient aux Bouches-du-Rhône, ainsi que du canton de Sault, qui appartenait aux Basses-Alpes.
En 1800, il y eut modification des limites départementales, Suze-la-Rousse étant rattachée à la Drôme, ce qui eut pour conséquence l'enclavement du canton vauclusien de Valréas, devenu dès lors l'Enclave des papes.

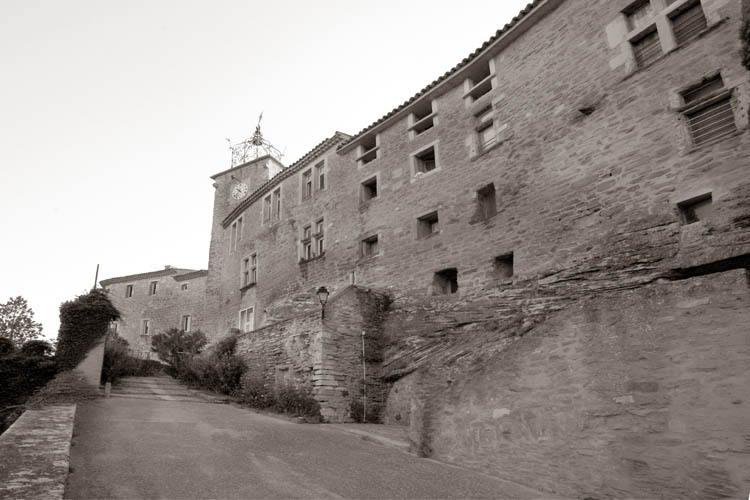

Entre 1867 et 1872 fut édifiée, au bas du vieux Grillon, une nouvelle église dans un emplacement creusé dans le safre.

### Période contemporaine
Le Vialle, abandonné à la fin de la Première Guerre mondiale, est réhabilité dès 1973, sous la direction de l’architecte Georges-Henri Pingusson, et avec l’Office public d’habitations à loyer modéré du Vaucluse. À partir de 1990, des ruines ont été transformées sur un projet des architectes Sainte-Olive et Poissonnier, qui abritent l’Institut des polymères, au lieu des activités ancestrales connues par des textes du XVIe et XIXe siècles (moulins à huile, à papier, et à foulon).
En 1981, l'OPHLM de Vaucluse a participé à la réhabilitation d'un certain nombre de maisons troglodytiques dans le vieux village.

### Toponymie
Les plus anciennes graphies attestées sont Grillone (1186), Grilione (1138), Grillonis (1214), Grillione (1268) et Grilhon (1363). L'origine se trouve dans le nom d'un homme gréco-latin Gryllus auquel s'est ajouté le suffixe -onem.

### Héraldique
| Blason de Grillon | Les armes peuvent se blasonner ainsi : D'azur au lion d'or tenant une grille du même, au chef cousu de gueules chargé d'une clef d'or et d'une clef d'argent passées en sautoir. |

## Politique et administration

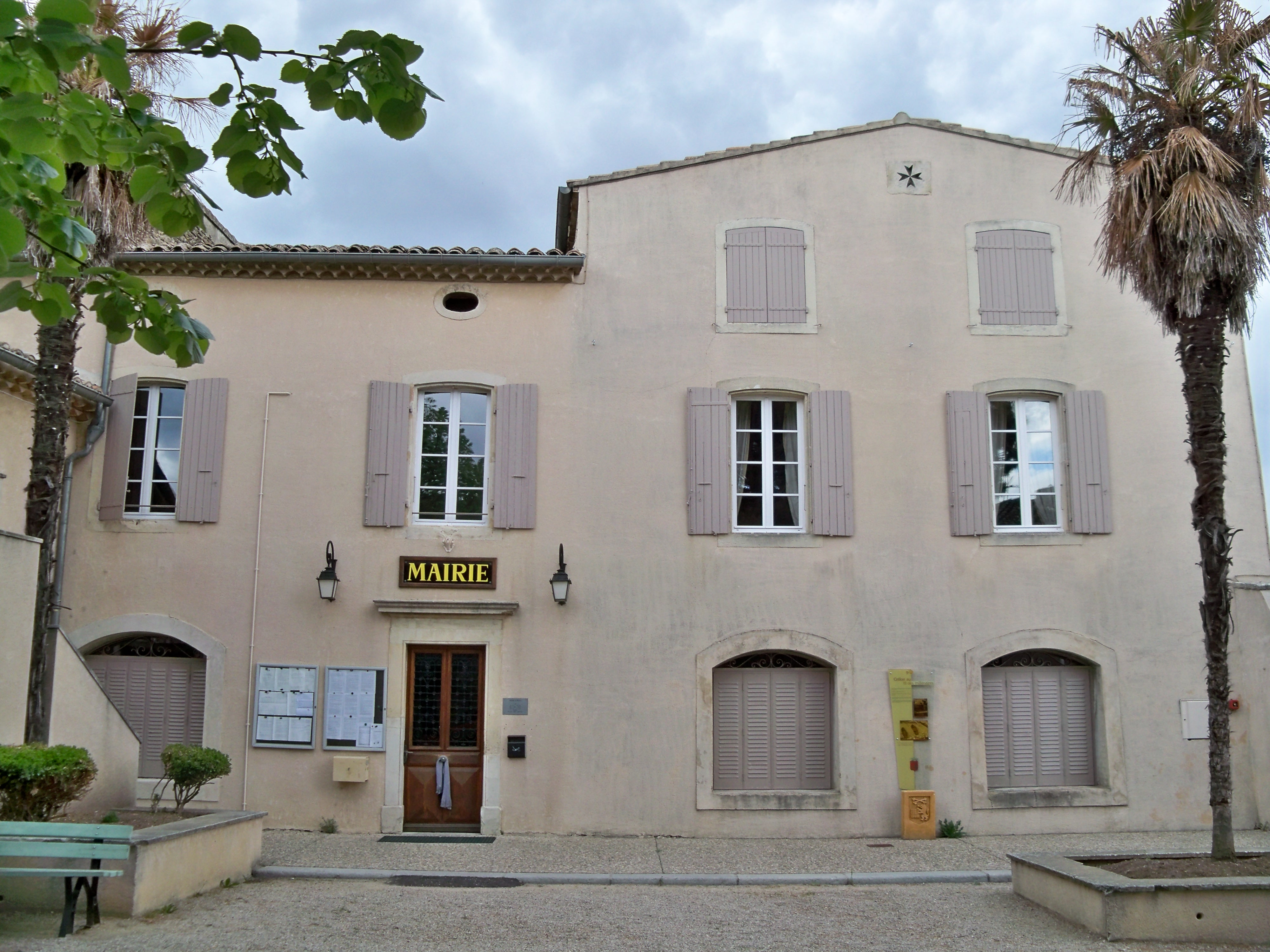
Mairie de Grillon.

| Période                                  | Période   | Identité           | Étiquette | Qualité |
| ---------------------------------------- | --------- | ------------------ | --------- | ------- |
| mars 2001                                | mars 2008 | Daniel Magnin      |           |         |
| mars 2008                                | En cours  | Jean-Marie Grosset |           |         |
| Les données manquantes sont à compléter. |           |                    |           |         |

### Fiscalité
| Taxe                                                | Part communale | Part intercommunale | Part départementale | Part régionale |
| --------------------------------------------------- | -------------- | ------------------- | ------------------- | -------------- |
| Taxe d'habitation (TH)                              | 7,13 %         | 0,00 %              | 7,55 %              | 0,00 %         |
| Taxe foncière sur les propriétés bâties (TFPB)      | 22,90 %        | 0,00 %              | 10,20 %             | 2,36 %         |
| Taxe foncière sur les propriétés non bâties (TFPNB) | 43,45 %        | 0,00 %              | 28,96 %             | 8,85 %         |
| Taxe professionnelle (TP)                           | 00,00 %        | 15,03 %             | 13,00 %             | 3,84 %         |

La part régionale de la taxe d'habitation n'est pas applicable.
La taxe professionnelle est remplacée en 2010 par la cotisation foncière des entreprises (CFE) portant sur la valeur locative des biens immobiliers et par la cotisation sur la valeur ajoutée des entreprises (CVAE) (les deux formant la contribution économique territoriale (CET), qui est un impôt local instauré par la loi de finances pour 2010).

## Démographie
L'évolution du nombre d'habitants est connue à travers les recensements de la population effectués dans la commune depuis 1793. Pour les communes de moins de 10 000 habitants, une enquête de recensement portant sur toute la population est réalisée tous les cinq ans, les populations de référence des années intermédiaires étant quant à elles estimées par interpolation ou extrapolation. Pour la commune, le premier recensement exhaustif entrant dans le cadre du nouveau dispositif a été réalisé en 2008.

En 2022, la commune comptait 1 724 habitants, en évolution de −1,93 % par rapport à 2016 (Vaucluse : +1,73 %, France hors Mayotte : +2,11 %).
| 1793 | 1800 | 1806  | 1821  | 1831  | 1836  | 1841  | 1846  | 1851  |
| ---- | ---- | ----- | ----- | ----- | ----- | ----- | ----- | ----- |
| 955  | 925  | 1 044 | 1 193 | 1 303 | 1 311 | 1 312 | 1 365 | 1 397 |

| 1856  | 1861  | 1866  | 1872  | 1876  | 1881  | 1886  | 1891  | 1896  |
| ----- | ----- | ----- | ----- | ----- | ----- | ----- | ----- | ----- |
| 1 420 | 1 357 | 1 364 | 1 289 | 1 235 | 1 280 | 1 180 | 1 125 | 1 121 |

| 1901  | 1906  | 1911  | 1921 | 1926 | 1931 | 1936 | 1946 | 1954 |
| ----- | ----- | ----- | ---- | ---- | ---- | ---- | ---- | ---- |
| 1 080 | 1 136 | 1 050 | 912  | 884  | 834  | 814  | 772  | 760  |

| 1962 | 1968 | 1975  | 1982  | 1990  | 1999  | 2006  | 2008  | 2013  |
| ---- | ---- | ----- | ----- | ----- | ----- | ----- | ----- | ----- |
| 828  | 984  | 1 129 | 1 389 | 1 580 | 1 686 | 1 700 | 1 704 | 1 747 |

| 2018  | 2022  | - | - | - | - | - | - | - |
| ----- | ----- | - | - | - | - | - | - | - |
| 1 742 | 1 724 | - | - | - | - | - | - | - |

## Économie

### Industrie et artisanat
Au XVIIIe siècle, les Grillonais s'étaient fait une spécialité de la fabrication de la poudre. Cette petite industrie était installée dans les galeries creusées sous le village. Le XIXe siècle, vit s'installer des manufactures de brique, et le XXe siècle, une importante industrie pour les revêtements de sol.

### Agriculture
Au cours du XIXe siècle, la commune cultivait vignes et mûriers pour l'élevage des vers à soie. L'agriculture tient toujours une place importante dans son économie, avec le vignoble dont les vins sont classés en côtes-du-rhône (AOC) ainsi que la production et l'échange de truffes. Il y a des cultures maraîchères et fruitières dans la plaine.
Les vins qui ne sont pas en appellation d'origine contrôlée peuvent revendiquer, après agrément, le label Vin de pays de la Principauté d'Orange.

### Tourisme
Plusieurs parcours à vélo permettent de visiter les communes et leur patrimoine.

## Équipements ou Services

### Enseignement
La commune possède une école maternelle et une école primaire, ensuite les élèves sont affectés au collège Vallis-Aeria à Valréas, puis vers le lycée Lucie-Aubrac à Bollène.

### Sports
Plusieurs parcours à vélo permettent de visiter les communes de l'Enclave des Papes et leur patrimoine.
Un club de football (U.S. Grillonnaise), un de pétanque et plan d'eau pour la pêche.

### Santé
Un médecin, un dentiste, une pharmacie, un cabinet d’infirmières et une « Maison de la Santé » (comprenant un médecin, un orthophoniste, un sophrologue, un ostéopathe, un masseur-kinésithérapeute, un psychiatre psychothérapeute, une sage-femme et un cardiologue) sur la commune. Un centre hospitalier et service des urgences sur la commune voisine de Valréas.

## Vie locale

### Cultes
Chrétien (église paroissiale Sainte-Agathe).

### Écologie et recyclage
La collecte et traitement des déchets des ménages et déchets assimilés et la protection et mise en valeur de l'environnement se font dans le cadre de la communauté de communes de l'Enclave des Papes.

## Patrimoine

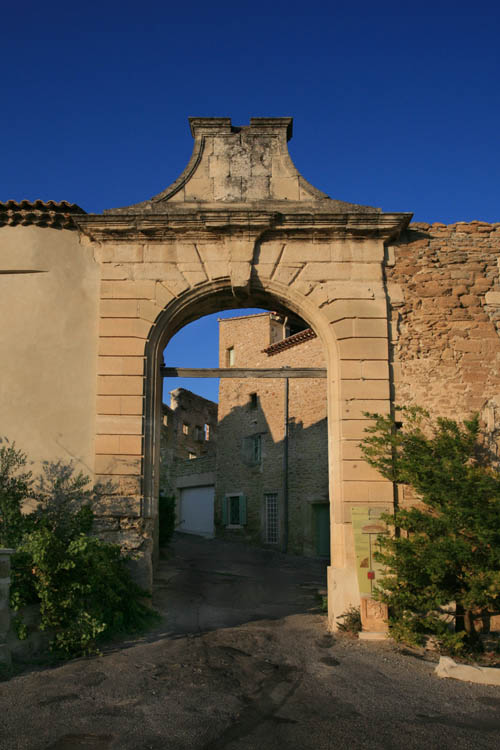
L'une des portes de la partie médiévale du bourg.

### Patrimoine civil
- Le Vialle de Grillon, partie historique du bourg, au sommet d'une butte de safre (sable jaune à grésification irrégulière d'âge helvien).
- Anciennes portes (dont une devenue beffroi) et restes de fortifications (remparts du XIIe siècle).
- Les bornes papales à Autèze.
- Hôtel de Tourville, style Renaissance.
- Maison Milon, style Renaissance.
- Maison des Trois-Arcs, style Renaissance.

### Patrimoine religieux
- Église Sainte-Agathe : c'est en 1861 que fut décidée la construction de l'église Sainte-Agathe de style gothique et à trois nefs, au pied de la précédente qui menaçait de tomber en ruines. Les travaux de construction de la nouvelle église néo-gothique commencèrent en 1869 et sa bénédiction eut lieu un an plus tard. Le clocher dressé sur le Vialle à l'ouest de l'église proprement dite a été conservé. Il fut construit en 1892. Au-delà de sa valeur architecturale l'église renferme diverses richesses artistiques, on y trouve notamment trois tableaux anciens tels que "Une Vierge entre Saint Sébastien et Saint Roch",  "une Donation du Rosaire",  "Une Vierge à l'Enfant".
- Oratoire Notre-Dame-du-Sacré-Cœur, d'architecture gothique a été construit en 1946.